# RStudio
RStudio ist eine vom Unternehmen Posit PBC angebotene integrierte Entwicklungsumgebung und grafische Benutzeroberfläche für die Statistik-Programmiersprache R.
RStudio ist sowohl als lokale Desktop-Version als auch als Server-Version mit gleichem Layout verfügbar. Die Umgebung teilt sich in vier rechteckige Bereiche, in denen einer für Skripte genutzt wird, ein anderer als Kommandozeile mit Output des Programmiercodes und ein weiterer für die Anzeige von Objekten in der Arbeitsumgebung. In einem vierten Bereich lassen sich mit Reitern grafischer Output, eine Paketverwaltung, das Ordnerverzeichnis und mehr anzeigen. Die Serverversion läuft auf einem Linux-Server und auf sie wird über einen Webbrowser zugegriffen.
RStudio ermöglicht eine Autovervollständigung, automatische Einrückungen, Syntaxhervorhebung, Code-Faltung, integrierte Hilfe und Informationen zu Objekten in der Arbeitsumgebung. Es gibt die Möglichkeit Datensätze zu betrachten und zu bearbeiten. Skripte, Daten und weitere Dateien können zu Projekten (.Rproj) zusammengefasst werden, was die Zusammenarbeit erleichtert, zumal eine Versionsverwaltung mit Git enthalten ist. Mit Hilfe der Paketverwaltung lassen sich Pakete installieren und laden. Die Erstellung von Berichten auf Basis von RMarkdown kann, mit Hilfe von knitr oder Sweave, aus RStudio heraus erfolgen. Ein grafischer Debugger ist enthalten. Zudem kann Code in C, C++, Fortran oder Python kompiliert und direkt eingebunden werden.
Für beide Ausführungen von RStudio kann auch eine kommerzielle Variante erworben werden, die Support einschließt. Mit der kommerziellen Serverversion können mehrere Sitzungen parallel laufen und unterschiedliche Versionen von R verwendet werden. Außerdem sind das Teilen von Projekten und das Ressourcenmanagement einfacher.